# Look Mom, No Head!
Albums de The Cramps
Stay Sick!
(1990) Flame Job
(1994)
Look Mom, No Head! est le sixième album studio du groupe américain The Cramps. À l'issue de ses deux rééditions successives en CD, il fut finalement enrichi de 2 titres bonus [pistes 13 et 14].

## Titres
1. Dames, Booze, Chains and Boots
2. Two Headed Sex Change
3. Blow up Your Mind
4. Hard Workin' Man
5. Miniskirt Blues
6. Alligator Stomp
7. I Wanna Get in Your Pants
8. Bend Over, I'll Drive
9. Don't Get Funny with Me
10. Eyeball in My Martini
11. Hipsville 29 B.C.
12. The Strangeness in Me
13. Wilder Wilder Faster Faster
14. Jelly Roll Rock